# Іконоборство
Іконобо́рство (грец. εἰκονομαχία; також іконокла́зм — від грец. εἰκόνα — «образ» (ікона) + грец. κλάω — «розбивати») — вчення, яке виступає проти використання образів Бога і святих у богослужінні та суспільному житті.
У сучасному світі іконоборців можна зустріти серед представників усіх основних світових віровчень, зокрема деяких напрямків християнства, юдаїзму та ісламу. Іконоборство поширене майже в усіх протестантських догматах, оскільки є декілька причин, що записані у Біблії (Вих. 20:3–5). Сам Мартін Лютер був абсолютно проти поклоніння іконам, оскільки вважав, що це не є посланням Бога до людей, Біблія цього не підтверджує і навіть забороняє. З цим були згодні і Жан Кальвін і Ульріх Цвінглі і євангельські богослови.
Іконоборці вважали священні зображення ідолами, а культ шанування ікон — ідолопоклонництвом, посилаючись на старозавітні заповіді (Вих. 20:3–5) — «не створи собі кумира і ніякого зображення того, що на небі вгорі. Не поклоняйся їм і не служи їм».
Іконоборство — один з найбільших релігійно-політичних рухів у Візантійській імперії у VIII — початку IX століть, точніше з 726 року, направлений проти шанування ікон. У майбутньому, після поразки, багато іконоборців того часу стали прихильниками ісламу.
Ще одну хвилю іконоборства бачимо у Священній Римській імперії — Європі в XVI–XVII ст., де християни, протестуючи проти диктату тогочасного верховного священства Західної християнської церкви, руйнували церкви і нищили ікони (Голландія, Німеччина і т. д.).
Протестанти вважають, що десять заповідей (Вих. 20:4) забороняють використання ікон для поклоніння: «Не роби собі різьби і всякої подоби з того, що на небі вгорі, і що на землі долі, і що у воді під землею». У Книзі Левіт (Лев. 26:1) записано: «Не робіть собі божків та ідола, і кам'яного стовпа не поставите собі, і каменя з фігурами не покладете у вашім Краї, щоб кланятися перед ними; бо Я Господь Бог ваш».
Також інколи розглядають як іконоборців представників різних суспільно-політичних рухів початку XX ст., зокрема більшовиків і комуністів, оскільки вони теж руйнували церкви і нищили ікони.

## За і проти
У широкому розумінні ікона — це образ (зображення), відображення тих чи інших сутностей реального світу (людей, тварин, рослин і т. д.). З одного боку жоден образ не може відтворити реальну сутність в усій її повноті, що дає право прихильникам іконоборства говорити про те, що люди не мають право зображати Бога і святих. З іншого боку — завданням зображення (ікони) не є повне відтворення реальної сутності, воно використовується лише як знак (символ), як засіб, який полегшує сприйняття сущого, подібно до того, як люди для цього використовують букви і тексти. Ікону можна порівняти із зображеннями у сучасних підручниках, вони так само дозволяють краще зрозуміти навчальний матеріал. Оскільки ікона дозволяє краще пізнати єдину Істину (Бога), то вона теж наділена деякою частинкою його святості і їй теж має віддаватись належна пошана. Такий підхід також дозволяє людям, які шанують ікони, відкидати звинувачення у язичництві з боку іконоборців, оскільки вони прославляють Бога за допомоги ікон, а не «поклоняються іконам, забуваючи про Бога».
Головним живописцем і творцем образів (ікон) у християнстві визнається Бог, який творить живі образи (прояви сущого), які жодна людина не здатна повністю відтворити — небо і землю, сонце, місяць і зірки, гори і долини, моря і річки, рослин і тварин і нарешті людину, яка створена за його образом і подобою, тобто має певні здібності (напр. здатність мислити і творити), які дозволяють їй стати набагато ближче до Бога у порівнянні з іншими його творіннями. Таким чином, кожна людина з цієї точки зору — це живий прояв (образ) Бога, один з безкінечної кількості його проявів.

## Ідеологія іконоборців
У Візантійській імперії іконоборці вважали, що ікона — ідол. Іконоборці мали своє оправдання, свою ідеологію, свій світогляд. Іконоборці говорили: «Зображаючи Христа ви богохульствуєте вдвічі. По-перше, ви намагаєтеся зобразити Божество, що в принципі неможливо. По-друге, якщо ви намагаєтеся зобразити не Божество, а тільки людину, то ви розсікаєте Христа, а це монофізитство, і його плоть людська — виходить, що ви ідолопоклонствуєте. Ви грішите, або так грішите, або сяк грішите». Що говорять на це ортодоксальні християни — Теодор Студит — ортодоксальний монах, преподобний говорить: «Ми зображаєм на іконі ні природу божественну, яка незобразима, ні природу людини, бо це дійсно ідолопоклонство, але особистість. Так ми зображаєм Спасителя». Іконоборці вважали істинним образом Христа Євхаристію, Христос спеціально обрав образом свого втілення хліб, тому що хліб не схожий на людину і тому не може викликати ідолопоклонство. Але для ортодоксальних християн Причастя не є ікона, не є образом Христа, тільки вже тому, що ми причащаємся не образом Христа, а самим Христом. Причастя не є образом Христа — це є сам Христос.

## Іконоборство в історії

### Перші століття. Становлення християнського живопису.
Починаючи з I століття християнський живопис складав органічну частину літургійної і повсякденної практики віруючих. Хоч з того часу не збереглося ані значних письмових свідоцтв, ані суперечок стосовно доцільності релігійних зображень, збереглися артефакти, що свідчать про існування, широке розповсюдження та богослужбовий вжиток різноманітних зображень. Фактично, протягом XX століття, церковна археологія виявила і дослідила сотні матеріальних свідоцтв із повністю або частково збереженими залишками мистецьких зображень. Найбільш відомі з них Римські катакомби, що містять як мальовані зображення, так і рельєфи на саркофагах, датовані другим століттям.
Інший відомий археологічний об'єкт — домова церква в Дура-Европос, Сирія. Громада у сирійському містечку діяла протягом 233—256 рр., коли місто було завойоване персами і знелюднило. Більшість фресок збереглася в кімнаті для хрещень. Тут бачимо не окремі символічні зображення, а цілі Євангельські сюжети: Добрий Пастир, зцілення паралітика та ходіння по воді. Значно більша фреска зображує трьох жінок мироносиць (третя майже не збереглася), що ідуть до гробу Христового. Також частково збереглися фрески Адама і Єви та Давида і Ґоліята.
Протягом XX століття археологи приділяли значну увагу Біблійним об'єктам і провели велику кількість досліджень Палестини. Численні розкопки в околицях Єрусалима та інших містах Святої землі містять сотні артефактів із християнським живописом. Переважно це саркофаги, живопис яких залежить від достатку спочилого: від простого хрестика у бідних людей до різних зображень у заможних.

### Іконоборство VIII—IX століття

#### Перший період 730—787
Вислів «історію пишуть переможці» цілковито справедливий для дослідження періоду іконоборства. Практично жодних іконоборчих текстів не збереглося, включно з матеріалами «іконоборчого собору» 754 року. Головними історичними джерелами того часу лишаються хроніки Феофана Сповідника, Патріарха Никифора та житія святих, особливо Стефана Нового. Головними богословськими джерелами є твори Івана Дамаскина, Теодора Студита та Патріарха Никифора. Богословські погляди іконоборців збереглися лише в цитатах апологетичних творінь іконошанувальників і в Актах Сьомого Вселенського собору.
Влітку 726 року в Егейському морі сталося підводне виверження вулкану, що спричинило землетрус, цунамі, значні руйнування та людські жертви. Влада сприйняла цю подію як кару Божу. Причиною Божого гніву було призначено святі ікони. Десь між 726 та 730 роками Візантійський імператор Лев III Ісавр наказав прийняти образ Христа Спасителя з воріт Халки, церемоніального входу до Константинопольського палацу, і замінити його хрестом. Побачивши святотатство, мешканці міста вбили кількох посланих для виконання цієї роботи працівників, але це не зупинило царя. Навпаки, протягом наступних десятилітть протистояння між іконоборцями та іконошанувальниками лише наростатиме.
730 року Лев ІІІ видав едикт, яким заборонив релігійні зображення. Релігійні символи, наприклад хрест, та не релігійні зображення, наприклад портрети імператора, дозволялися. Приймаючи едикт, Лев ІІІ навіть не бачив потреби запитати церковної думки, і був здивований розмахом протистояння, яке викликала ця заборона. Св. Герман І, Патріарх Константинопольський за небажання підтримати царський едикт був висланий на заслання.
Замість св. Германа патріархом став іконоборець Анастасій, який підписав царський едикт проти іконошанування та видав відповідне патріарше послання. Папа Григорій ІІ звинуватив Анастасія в єресі та вимагав від нього покаяння і навернення до православної віри. На сході найяскравішим опонентом іконоборців був видатний богослов Іван Дамаскин. У 726—730 рр. він написав три слова проти іконоборців. У цих працях вперше було визначено різницю між «служінням», що належить лише Богові та «шануванням», що може адресуватися тварним речам, у тому числі іконам.
741 року, після смерті Льва ІІІ Візантійським Імператором став його син Костянтин V Копронім. Хоч він був талановитим полководцем і успішним царем, в історію Костянтин увійшов як деспот-іконоборець. Навіть його прізвисько «Копронім», що перекладається як «співіменний гною», було дано іконошанувальниками.
754 року у царському палаці Ієрії, на азійському березі Босфору з ініціативи Костянтина відбувся «іконоборчий собор». За різними даними від 330 до 340 єпископів-іконоборців засудили іконошанування. Орос «собру» було урочисто виголошено 27 серпня на Константинопольському іподромі. Костянтина називали 13-м апостолом і проголошували анафему захисникам ікон: Герману Константинопольському, Іван Дамаскіну та Георгію Кипрському. Сам «іконоборчий собор» проголосили «сьомим вселенським собором», але не були визнаними таким Церквою. По-перше, жоден представник давніх Патріархатів не був присутнім і не поділяв прийняті рішення. По-друге, єпископи-учасники собору займали кафедри незаконно, посівши місця православних єпископів засланих державною владою на каторгу.
Після «собору» Костянтин взявся активно втілювати його рішення. Ікони, мозаїки та фрески знищувалися масово. З ілюстрованих рукописів виривалися сторінки або спаслювалися самі книги. Замість ікон храми розмальовувалися рослинним арнаментом. Хоч «іконоборчий собор» не засуджував вжиток святих мощей, імператор був їхнім противником. За його наказом в Халкедоні було зачинено храм св. Євфимії, її мощі викинули в море, а церковну будівлю перетворили на арсенал. Також Костянтин переслідував ченців, наприклад, св. Степана Нового. Значна кількість ченців втікла від переслідувань на захід або на окраїни імперії.
Після смерті Костянтина імператором став його син Лев IV. Гоніння продовжувалися скоріше за інерцією, а сам імператор намагався помирити врогуючі сторони.
Після смерті імператора владу отримала його дружина Ірина, як регент свого неповнолітнього сина Костянтина VI. Для остаточного з'ясування питання іконошанування 787 року Ірина скликала собор в Нікеї, що увійшов в історію як Другий Нікейський або Сьомий Вселенський собор. Цей собор скасував рішення «іконоборчого собору» та відновив іконошанування.

#### Другий період іконоборства 814—842
Іконошанування зберігалося протягом правління Костянтина VI та Ірини, їхнього наступника Никифора I та Михаїла I.
813 року, після поразки у війні з болгарами Михаїла скинуло військо. Його примусили зректися престола і піти в монастир, а на його місце піднесли енергійного і популярного полководця Льва V Вірменина. Новий імператор був іконоборцем. Вже на початку правління Лев доручив Іван Граматику, тоді ще простому монаху, підібрати Біблійні тексти та вислови святих отців проти шанування святих ікон. У грудні 814 року відбувся диспут іконошанувальників (яких очолював патріарх Никифор і Теодор Студит) і іконоборців (Іван Граматик і Антоній Сіллейський). У наслідок дискусії солдати закидали камінням образ Христа Спасителя на воротах Халки. Нібито переживаючи за образ, Імператор наказав його зняти.
20 березня 815 року Патріарх Никифор зрікся сана і пішов до монастиря. Новим Константинопольським партіархом обрали іконоборця Федота, родича імператора Костянтина Копроніма. Того ж року у Софійському соборі було скликано другий «іконоборчий собор», що скасував рішення Сьомого Вселенського собору та відновив рішення «іконоборчого собору» 754 р. Гоніння іконошанувальників та монахів відновилися.
Наступником Льва став Михаїл ІІ Заїка. Новий імператор ставився терпимо до іконошанувальників і дав амністію ув'язненим, зокрема, Патріарху Никифору та Теодору Студиту. Разом із тим Константинопольським Патріархом імператор поставив іконоборця Антонія Силлейського.
829 року після смерті Михаїла ІІ імператором став його син Феофіл. Феофіл отримав добру освіту під керівництвом відомого іконоборця Івана Граматика, якого він пізніше зробив Патріархом Константинопольським. Імператор добре знався на церковному співі: на свята керував хором Софійському соборі, а також писав церковні стихири (деякі з них виконуються дотепер). 821 року Феофіл одружився з Феодорою, відкинувши Кассію, єдину жінку, що писала церковні піснеспіви.
832 року Феофіл видав указ проти іконошанування. Виконання взяв на себе патріарх Іван Граматик: монастирі зачинялися, монахів та іконошанувальників переслідували. Гоніння продовжувалися до смерті імператора Феофіла.
Після смерті імператора регентом за малолітнього імператора Михаїла ІІІ стала його мати Феодора, що була вихована у традиціях іконошанування. Вона скинула патріарха-іконоборця Івана Граматика на місце якого було обрано Патріарха Мефодія.
842 року в Константинополі відбувся собор, який відновив шанування святих ікон, підтверджував законність Семи Вселенських соборів і анафематствував іконоборців. Після завершення собору, Феодора влаштувала урочисте свято, що припало на першу неділю Великого посту. З того часу церква відзначає цей день як Торжество православ'я.

### Іконоборство середньовіччя
На Візантійському періоді історія іконоборства не завершилася. Точніше вона була відновлена через багато років рядом протестантських теологів серед яких: Андреас Карлштадт, Ульріх Цвінглі та Жан Кальвін.
Значні іконоборчі погроми відбулися в Цюриху (1523), Копенгагені (1530), Мюнстері (1534), Женеві (1535), Аусбургу (1537), Шотландії (1559), Руані (1560), Сенті та Ла-Рошелі (1562).
Сімнадцять провінцій (зараз Нідерланди, Бельгія та північна Франція) були зруйновані протестантськими іконоборцями влітку 1566 року. Подія отримала назву «іконоборче повстання». Усе розпочалося зі знищення статуй монастиря св. Лаврентія м. Стеенвоорд, Франція після проповіді Себастіана Матте. Сотні атак, в тому числі розграбування монастиря св. Антонія, відбувалися після проповідей Jacob de Buysere.
20 серпня 1566 року іконоборче повстання сягнуло Антверпена. Вже 22 серпня кафедральний собор, вісім храмів, 25 чоловічих та жіночих монастирів, десять госпіталів і сім каплиць було зруйновано. Протягом серпня лише у Фландрії було зруйновано та осквернено 400 церков.
Ніколас Сандер, англійський професор, який викладав теологію в Левенському університеті описав осквернення Собору Антверпенської Богородиці: «… послідовники новітнього вчення позкидали статуї, поздирали обличчя на фресках не лише Богородиці але й інших святих по цілому місту. Розідрали завіси, розбили різьблені по каменю та латуні роботи, розтрощили вівтар, спортили богослужбовий одяг, позабирали або знищили чаші та іншу утвар, зідрали мідь із надгробних плит… святе причастя, що було на престолі… вони скинули під ноги і мочилися на нього… ці фальшиві браття спалили і знищили не лише церковні книги, а цілі бібліотеки книг, писаних різними мовами на різну наукову тематику, навіть Святе Письмо та отців Церкви, розідрали на шматки карти, плани та описи різних країн».

### Сучасне іконоборство
Сучасні протестанти втратили войовничий запал Середньовіччя і, на загал, значно спокійніше ставляться до церковних зображень. Зокрема, Англікани активно вживають ікони практично без обмежень.
Кальвіністи допускають зображення Христа у друкованих матеріалах та вітражах церков, але тематика і стилістика зображень значно бідніша за католицьку або англіканську церкви, на говорячи вже про православ'я.
П'ятидесятники, баптисти, євангелісти та адвентисти заперечують шанування ікон. У своїх Церквах не мають жодних ікон та зображень.